# Histoire de la géométrie
 (octobre 2011).
Si vous disposez d'ouvrages ou d'articles de référence ou si vous connaissez des sites web de qualité traitant du thème abordé ici, merci de compléter l'article en donnant les références utiles à sa vérifiabilité et en les liant à la section « Notes et références ».

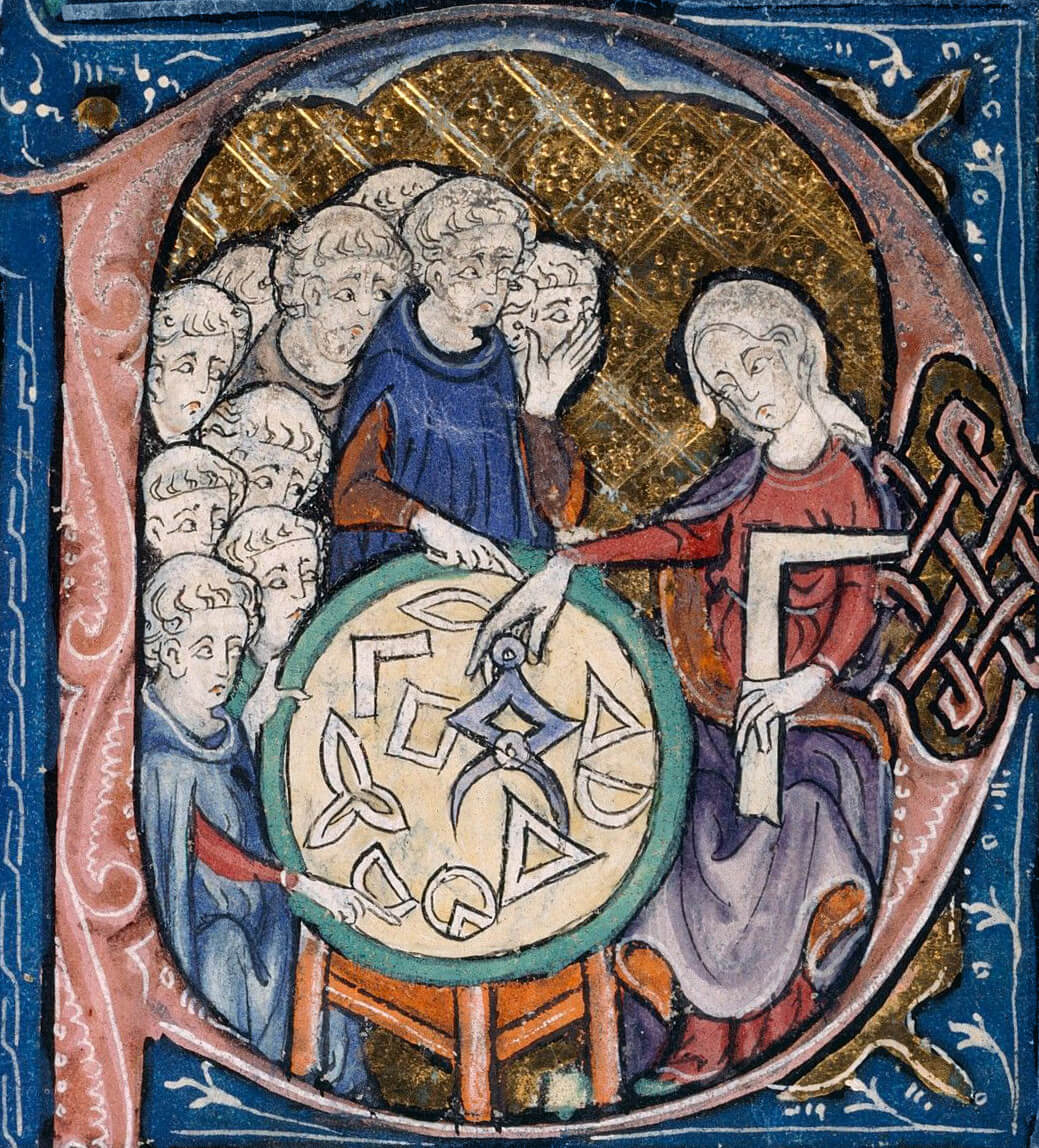
Détail d'une enluminure du XIVe siècle, contrepoinçon d'une lettre capitale P, au début des Éléments d'Euclide, dans une traduction attribuée à Adélar de Bath. Une femme porte une équerre d'une main et utilise un compas de l'autre pour mesurer des distances sur un diagramme. Un groupe de moines, apparemment ses étudiants, la regarde. Au Moyen Âge, toutes les allégories du savoir comme des vertus et des vices sont féminines, Philosophie guide Boèce dans la Consolation, Béatrice Dante dans la Comédie, Logistique Poliphile dans le Songe. Ainsi aussi le premier auteur d'un manuel de pédagogie est Dhuoda.

L'objet de la géométrie (géométrie, du grec ancien : γεωμετρία, gé : terre ; metron : mesure) concerne la connaissance des relations spatiales. Avec l'arithmétique (étude des nombres), elle constituait, dans l'Antiquité, l'un des deux domaines des mathématiques.
La géométrie classique, issue de celle d'Euclide, est basée sur des constructions obtenues à l'aide de droites et de cercles, c'est-à-dire élaborées « à la règle et au compas ». Avec la considération de figures plus complexes et la nécessité de la mesure, la barrière entre la géométrie et l'étude des nombres et de leurs relations (arithmétique, algèbre) s'est peu à peu estompée.
À l'époque moderne, les concepts géométriques ont été généralisés et portés à un plus haut degré d'abstraction, au point de perdre à proprement parler leur signification d'origine. Peu à peu abstraits ou soumis à l'usage de méthodes algébriques nouvelles, ils se sont pourrait-on dire dissous dans l'ensemble des mathématiques où ils sont aujourd'hui utilisés en tant qu'outils dans de très nombreuses branches.

## Les premières traces de géométrie

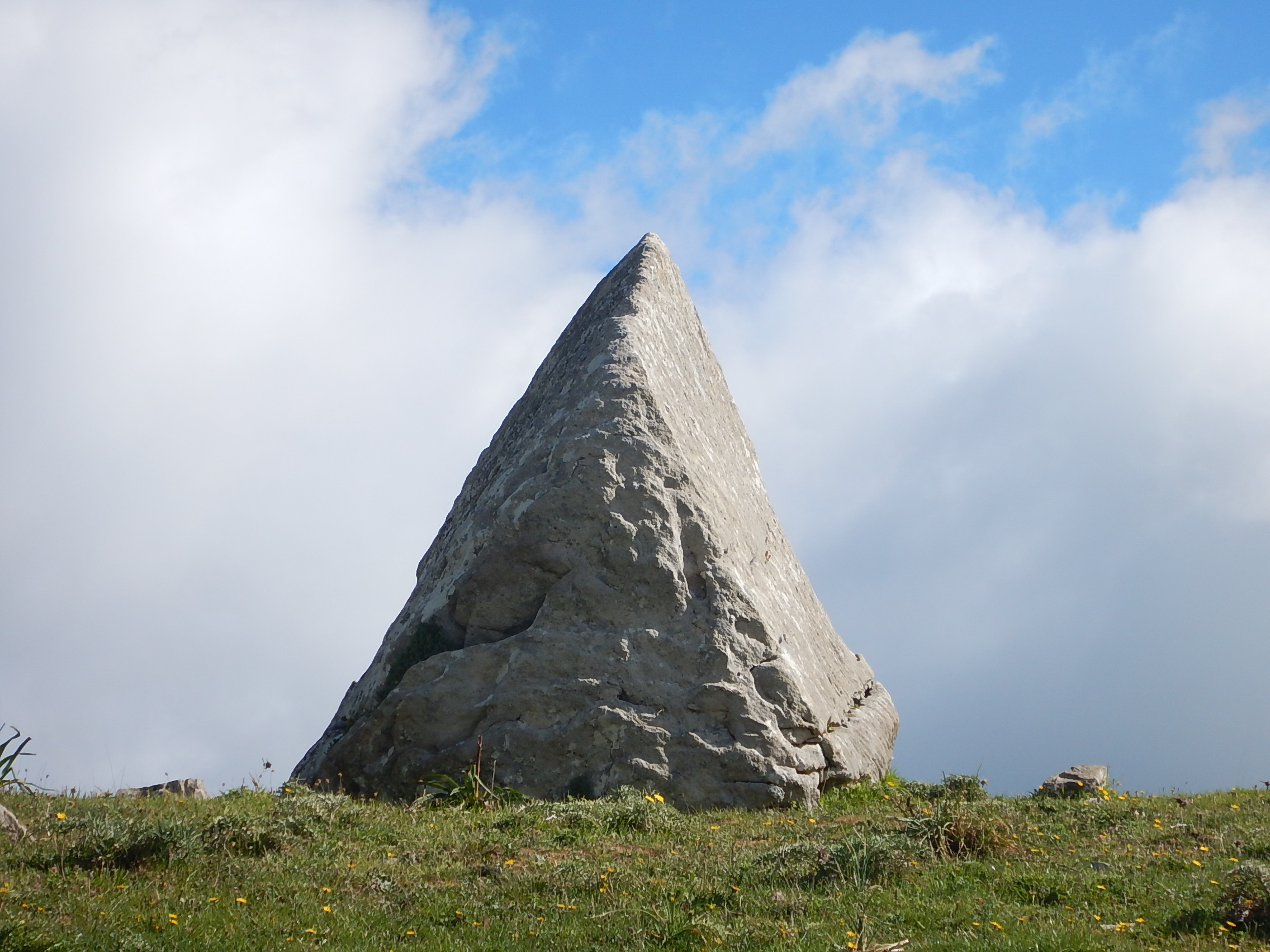
Triangle mégalithe de la Valle di Levante à Fondachelli Fantina, Sicile

Si les Grecs peuvent être considérés comme les fondateurs de la géométrie en tant que science et discipline mathématique, de nombreuses connaissances en géométrie, nécessaires à la topographie, l'architecture, l'astronomie et l'agriculture, ont précédé la civilisation grecque. Les premières notions de géométrie reconnues remontent à 3000 av. J.-C., du temps de l'Égypte ancienne, de l'ancienne civilisation hindoue, des babyloniens et peut-être (mais l'hypothèse reste controversée) au sein de peuplades mégalithiques de Grande-Bretagne et de Bretagne.

### Géométries égyptiennes et babyloniennes

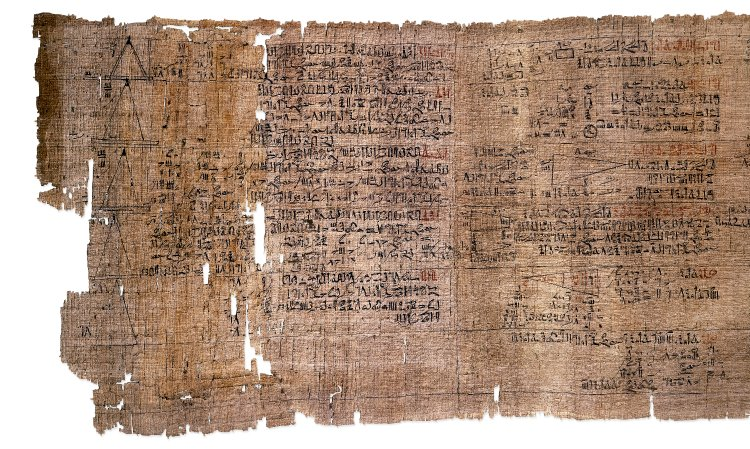
Un extrait du papyrus Rhind - vers 1650 av. J.-C. - British Museum

Les pyramides égyptiennes et les plans d'irrigation témoignent assez d'une connaissance au moins empirique des figures planes et solides.
Les rares documents subsistant (papyrus de Moscou, papyrus Rhind, papyrus Kahun) montrent l'utilisation de règles pratiques pour résoudre des questions spécifiques faisant intervenir les notions de longueur, d'angle, d'aire et de volume.
La géométrie semble être apparue chez les Égyptiens à la suite de la nécessité à laquelle ils étaient confrontés d'arpenter chaque année des terrains transformés par les crues du Nil. Elle s'est ensuite développée pour les besoins de l'architecture, de l'agriculture et de l'astronomie.
La tablette prébabylonienne YBC 7289 datant de -1700 ± 100 témoigne des premiers questionnements sur le calcul des longueurs et donne une bonne approximation de la longueur de la diagonale d'un carré de côté = a (elle égale a x racine carrée de 2).
Parmi les résultats de ces sciences Antiques, on peut citer des versions du théorème de Pythagore, développé par les Égyptiens et les Babyloniens 1 500 ans avant les Pythagoriciens, une table de trigonométrie chez les Babyloniens, ou encore la formule exacte du volume d'une pyramide carrée tronquée.

### Géométrie indienne (3000-500av. J.-C.)
La civilisation de la vallée de l'Indus a utilisé des résultats de géométrie aussi développés que leurs contemporains en Mésopotamie et en Égypte.
La géométrie a été pratiquée en Inde depuis lors, et le mathématicien indien du VIIe siècle Brahmagupta, auquel on attribue l'invention du zéro, est aussi l'auteur d'un théorème qui porte son nom.
Par ailleurs, la contribution indienne au développement de la trigonométrie est également tout à fait significative (voir Histoire des fonctions trigonométriques).

### Géométrie chinoise

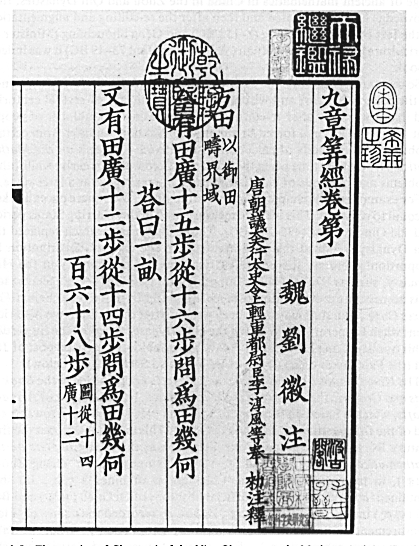
Les Neuf Chapitres sur l'art mathématique

Les Neuf Chapitres sur l'art mathématique, texte fondamental des connaissances de la civilisation chinoise, offrent des calculs d'aires et de volumes, et une formulation du théorème de Pythagore. Ils ont été produits vers le Ier ou le IIe siècle av. J.-C.

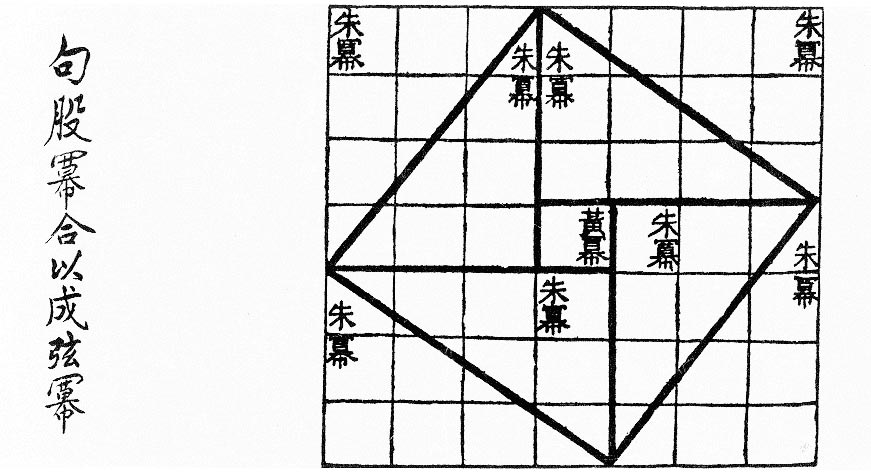
Démonstration visuelle du théorème de Pythagore

## L'héritage grec
Pour les mathématiciens de la Grèce antique, la géométrie était au cœur des sciences. Elle a atteint une richesse de méthodologie inégalée dans les autres domaines du savoir.
Par rapport à leurs prédécesseurs, les Grecs étudièrent de nouvelles figures, dont des courbes, surfaces et solides ; ils reconnurent que les objets physiques peuvent n'être conçus que comme des approximations des formes étudiées en géométrie.
Mais surtout, ils innovèrent au niveau de la méthode, en réussissant à généraliser et à établir des lois à partir des nombreuses règles empiriques connues depuis longtemps.

### Les précurseurs (600-300av. J.-C.)

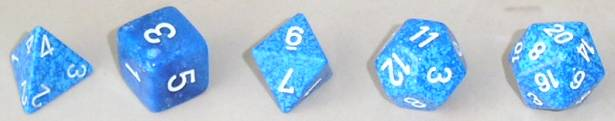
Les cinq solides platoniciens, sous forme de dés à jouer.

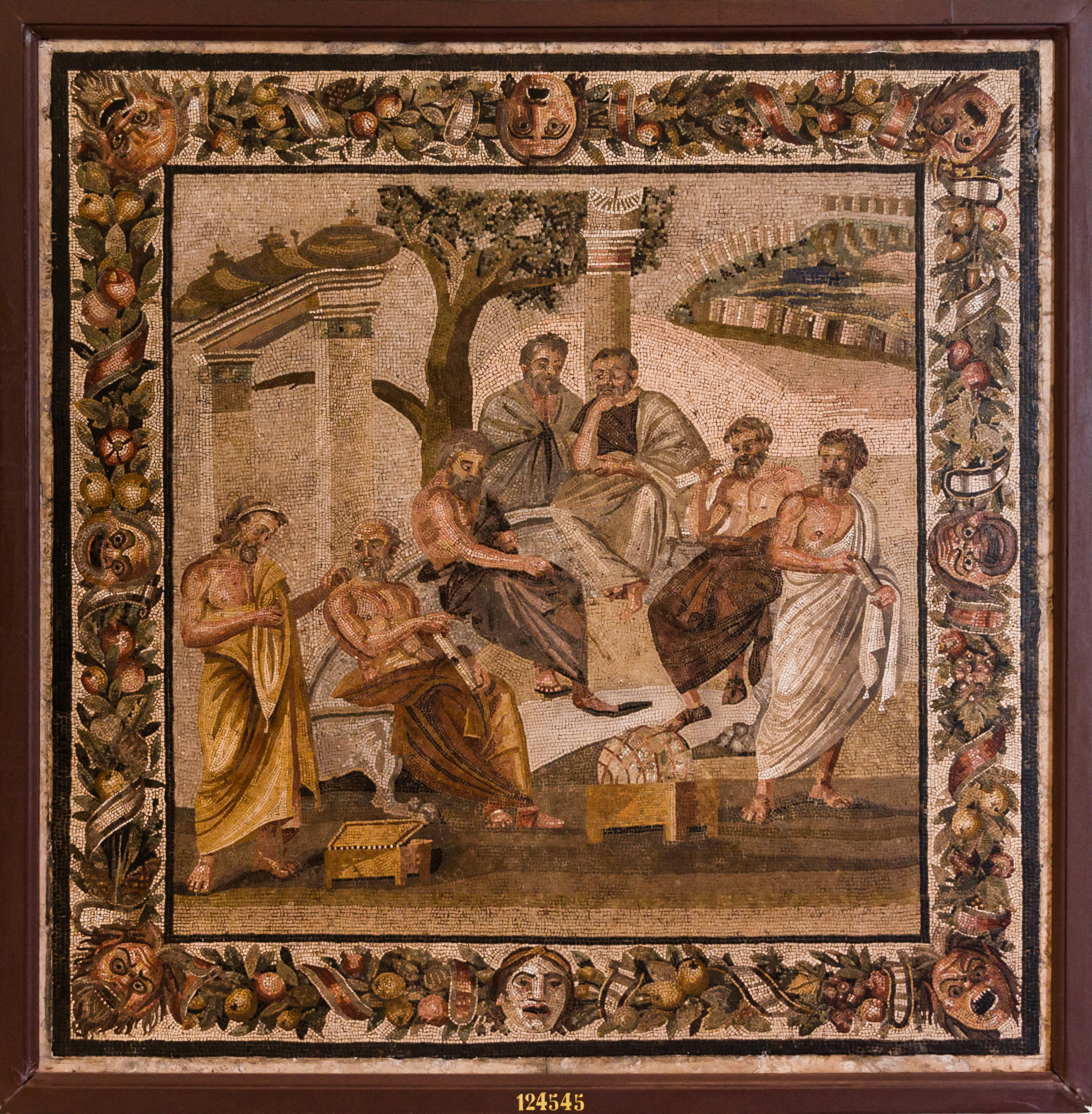
Platon et son Académie représentés sur une mosaïque de Pompéi.

Thalès de Milet et Pythagore passent pour être parmi les premiers à avoir développé un raisonnement hypothético-déductif et à s'être interrogés sur la valeur des raisonnements[réf. nécessaire].
On attribue généralement à Thalès l'égalité des  angles opposés, l'égalité des angles à la base d'un triangle isocèle, l'étude des angles inscrits et bien sûr le théorème de Thalès.
On attribue aux pythagoriciens la preuve du théorème de Pythagore et la figuration des nombres entiers.
On ne peut manquer, dans une revue de la géométrie antique, de rappeler l'importance de la recherche en géométrie pour Platon et ses disciples, et de citer la formule célèbre (mais légendaire) qui résume cette importance au sein de son Académie, « que nul n'entre ici, s'il n'est géomètre ».
On a pu prêter à l'illustre philosophe l'introduction des cinq solides platoniciens : le tétraèdre, le cube, l'octaèdre, l'icosaèdre et le dodécaèdre régulier. Il est cependant plus vraisemblable que leur découverte n'ait pas été faite par un seul homme, et que le mathématicien Grec ayant identifié l'existence des seuls 5 polyèdres réguliers soit Théétète. Par ailleurs, Platon est crédité d'avoir introduit l'idée que toutes les figures géométriques puissent être construites à l'aide d'une règle et d'un compas. Les problèmes de la trisection de l'angle, de la duplication du cube, et de la  quadrature du cercle qui résultent de cette hypothèse, ont hanté l'antiquité, les mathématiciens Arabes et les modernes jusqu'au XIXe siècle. Ce dernier problème incita Ménechme à introduire les coniques.
Les proportions et l'incommensurabilité sont introduites par Eudoxe de Cnide.

### Apogée auIIIesiècleav. J.-C.: Euclide et Archimède

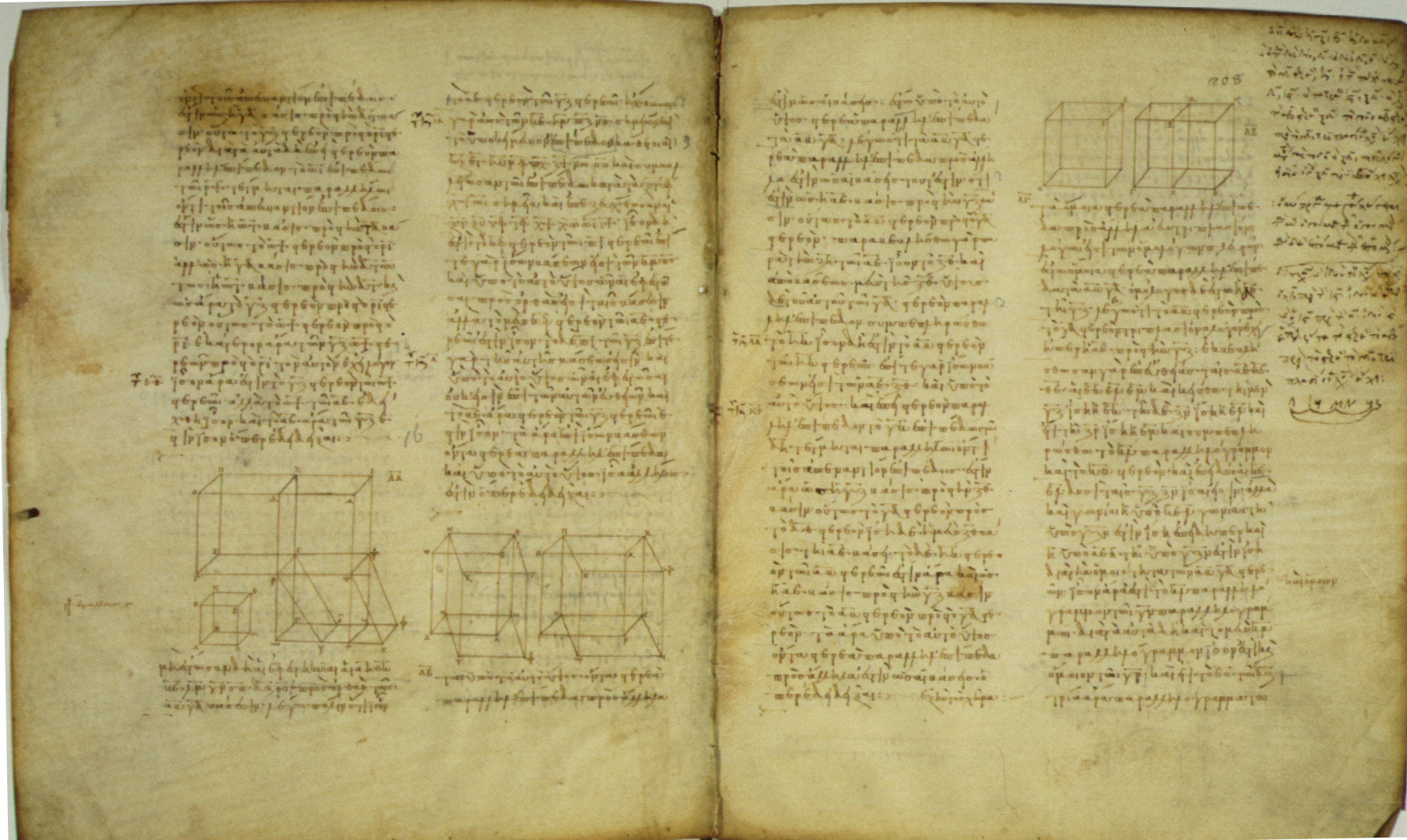
Propositions 31, 32 et 33 du livre XI des Éléments d'Euclide (vol. 2 du manuscrit, feuillets 207 verso - 208 recto - bibliothèque vaticane)

Mais le champion toutes catégories de la géométrie grecque est bien sûr Euclide. Ses Éléments sont le premier ouvrage de géométrie qui nous soit parvenu pour ainsi dire intégralement. Euclide y expose de manière si précise et si rigoureuse les principaux travaux connus à son époque en géométrie, qu'on a pu le considérer comme l'inventeur même de la méthode axiomatique.
Il n'y a pas d'ouvrage mathématique plus illustre que celui d'Euclide, qui, en nombre d'éditions ne le cède qu'à la Bible ou au Coran : Il fut tenu pour l'expression de la vérité absolue pendant plus de 2 000 ans.
Les Éléments d'Euclide déroulent l'ensemble des connaissances de géométrie de l'Antiquité à partir de 5 axiomes fondamentaux. Parmi ces axiomes, le cinquième présente l'aspect d'un simple théorème, en sorte que les générations successives de géomètres se sont efforcées de le démontrer, on le sait maintenant, en vain.
Il faut également signaler la contribution d'Archimède, qui introduisit le raisonnement par exhaustion, montra l'existence du nombre pi, et s'approcha des conceptions différentielles qu'il n'atteignit cependant pas (voir par exemple La quadrature de la parabole, De la mesure du cercle, De la sphère et du cylindre, Des spirales, et l'aventure du palimpseste.)
On mentionnera aussi Apollonius, qui publia au tournant du IIe siècle av. J.-C. un traité sur les coniques qui fit autorité jusqu'aux temps modernes.

### Géométrie hellénistique (200 avant notre ère - 500 de notre ère)

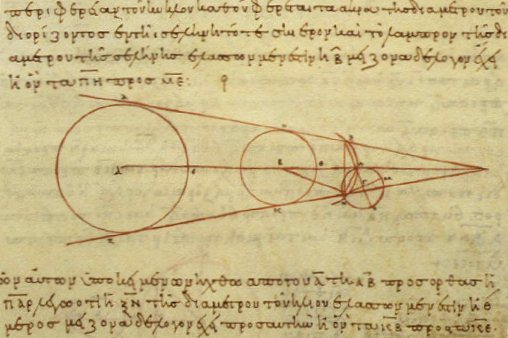
Copie du Xe siècle d'Aristarque de Samos montrant le calcul des dimensions relatives de la Terre, de la Lune et du Soleil.

Après ces géants des mathématiques, la géométrie marquera le pas dans l'Antiquité. Les innovations géométriques de Pappus ou de Proclus ne pouvant être tenues pour comparables, même de manière approchante.
En parallèle à la géométrie théorique, les anciens ont également développé une science plus directement orientée vers les applications pratiques. En particulier, les astronomes Hipparque et Ptolémée ont introduit des relations entre les côtés et les angles des triangles qui sont comme les prémisses de la trigonométrie.

## Apport des Arabes et des Persans

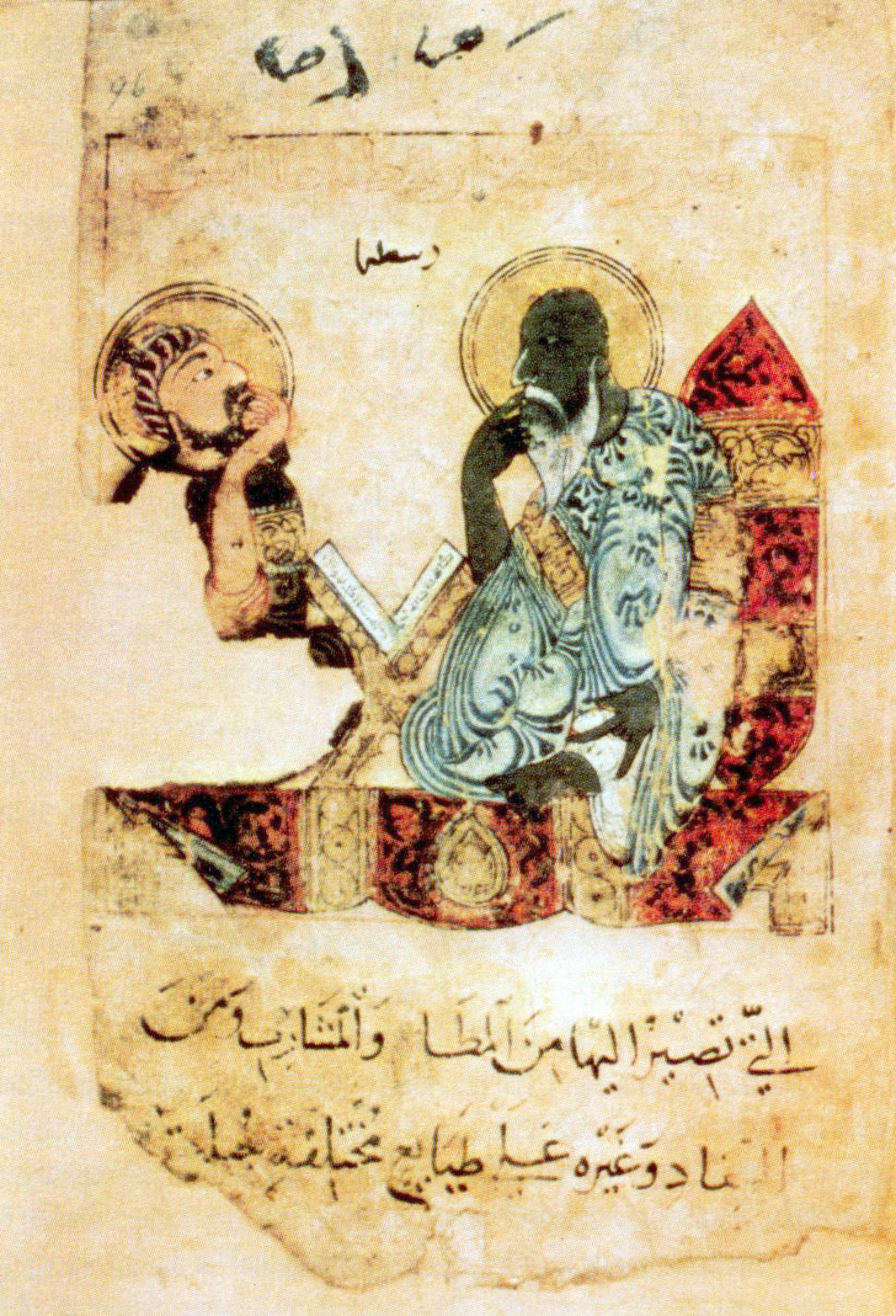
Aristote enseignant.

La contribution de la civilisation arabe et perse du Moyen Âge au développement de la géométrie a été tout à fait significative.
Outre la traduction des textes antiques, à travers laquelle l'Europe reprendra connaissance de l'héritage grec, des mathématiciens arabes se ralliant à la tradition pragmatique ont développé la trigonométrie. On attribue l'introduction des fonctions trigonométriques à Nasir ad-Din at-Tusi, mathématicien perse du Khorassan.
Al-Kashi, autre mathématicien perse, généralise le théorème de Pythagore (voir Théorème d'Al-Kashi).
La démonstration du 5e axiome et les problèmes de duplication du cube, trisection des angles et quadrature du cercle vont fasciner les savants perses et arabes comme ils l'avaient fait des Anciens.
Cela conduira à trouver des formulations équivalentes à l'axiome d'Euclide (Thabit ibn Qurra), à obtenir d'excellentes approximations de π (Al Kashi), ou à développer des méthodes géométriques de résolution d'équations algébriques, etc.

## Moyen Âge et renaissance

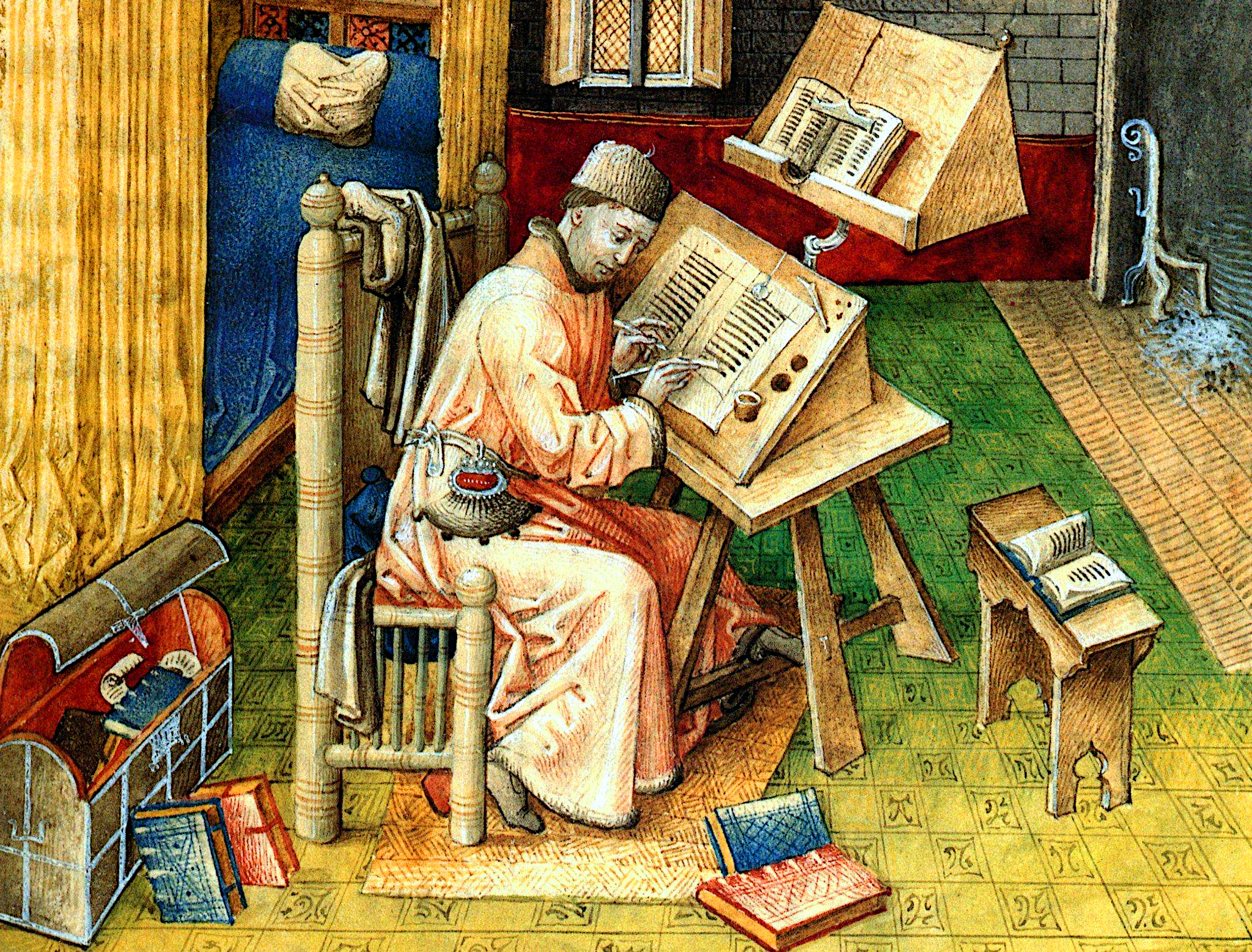
Conservation des œuvres Antiques, et traductions en Latin d'œuvres Grecques ou Arabes sont les principales contributions du Moyen Âge occidental à la géométrie.

D'une manière générale, le Moyen Âge constitue, en Europe occidentale, pour la géométrie comme pour bien d'autres sciences, une période de recul.
La géométrie est certes encore enseignée. Elle fait partie du quadrivium qui comprend en outre l'arithmétique, l'astronomie et la musique. Le quadrivium est cependant plutôt moins prisé que le trivium (grammaire, rhétorique et dialectique) : c'est que ce dernier est probablement mieux adapté à une société dont le projet essentiel est la préparation à la vie post-terrestre.
Dans la longue période qui s'étend en gros du Ve siècle au XVe siècle, les savants géomètres sont rares en Occident. On pourra mentionner Gerbert d'Aurillac qui devint pape sous le nom de Sylvestre II, et surtout Léonard de Pise dit Fibonacci ; encore sont-ils plus connus pour leurs travaux d'arithmétique et l'ardeur qu'ils mirent à traduire les œuvres des savants arabes...
La Renaissance aux XVe et XVIe siècles voit un premier frémissement de nouveautés géométriques avec l'apparition de la perspective conique dont la théorie est attaquée par toute une série de savants, Italiens en majorité, et dont les plus connus sont probablement Piero della Francesca, Léonard de Vinci, et Luca Pacioli, les deux premiers devant d'ailleurs leur gloire sérieusement plus à leur génie artistique que mathématique.

## LeXVIIesiècle

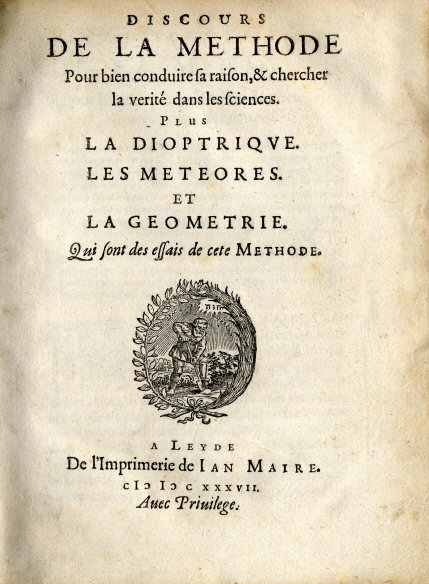
Le Discours de la méthode de René Descartes.

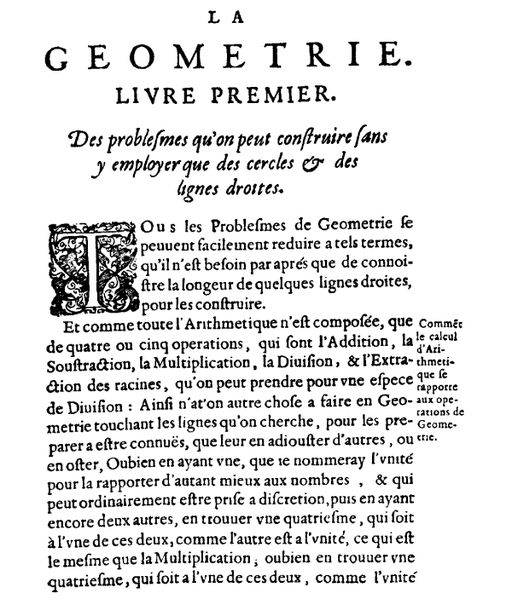
Première page de La Géométrie de René Descartes.

Le XVIIe siècle voit une reprise énergique des travaux antiques et islamiques de géométrie.
Il s'y réalise trois percées indépendantes mais très importantes pour l'approche collective de notre représentation de la réalité spatiale.

### Naissance de la géométrie analytique
La création de la géométrie analytique est l'œuvre de Descartes, et à un titre moindre de Fermat. Les idées  de Descartes sont celles de repère et de projection orthogonale. Cette théorie permet de concevoir l'espace géométrique comme une collection de points représentés chacun par trois nombres.
L'invention cartésienne (1637) constitue une véritable révolution dans le petit monde de la géométrie, puisque par le moyen de l'utilisation de ces repères, cette science se trouve en quelque sorte ramenée à des calculs sur des ensembles de deux ou trois nombres. La reine Antique des mathématiques qu'était la géométrie se voit ainsi ravir le trône au profit d'une science, somme toute assez nouvelle : l'algèbre.

### Apparition des méthodes différentielles

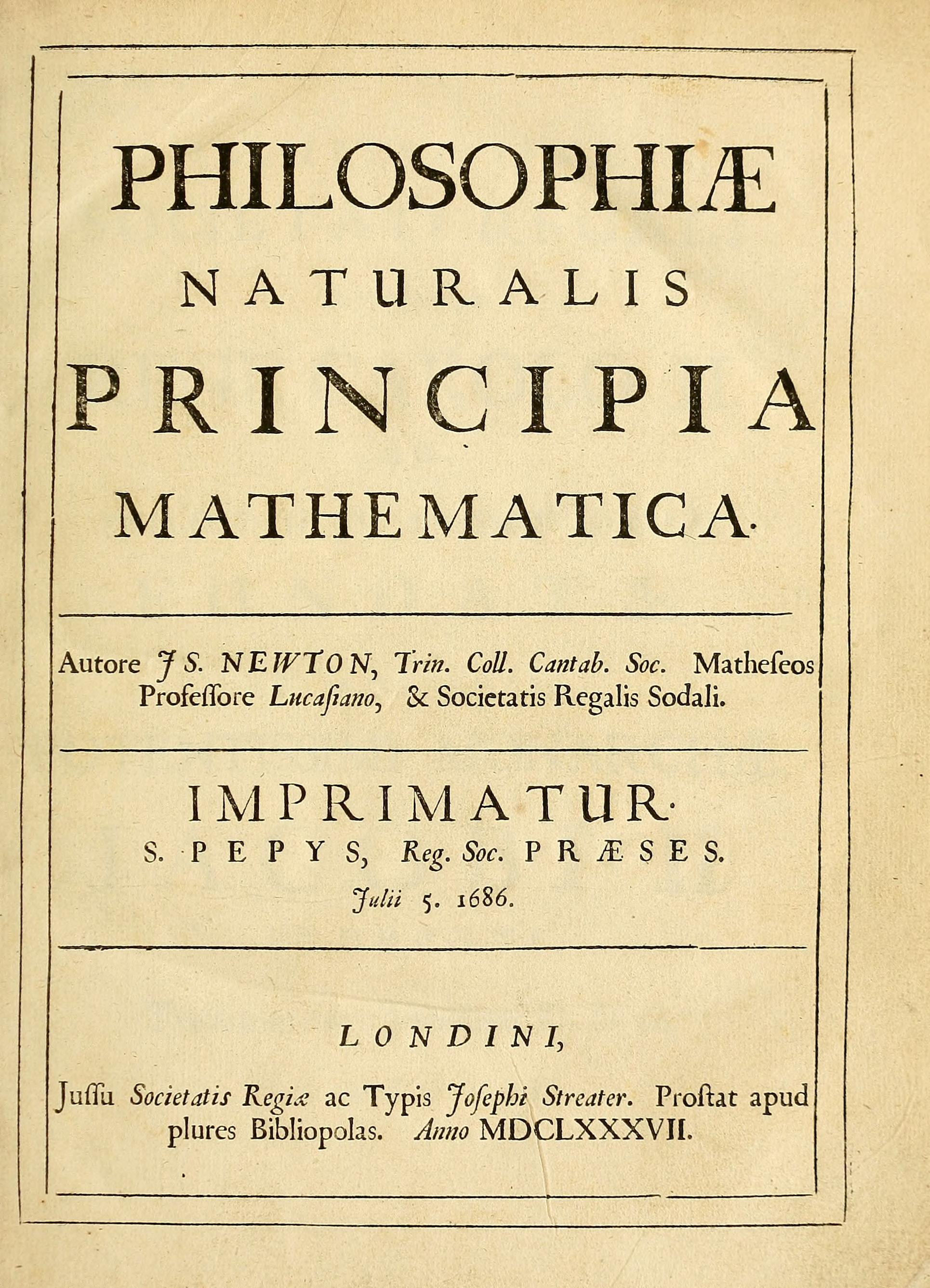
Principia Mathematica - œuvre magistrale de Newton dans laquelle il rénove la vision géométrique d'Euclide en introduisant le calcul différentiel.

Certaines méthodes de calcul d'Archimède recouraient à la division d'éléments en d'autres de plus en plus petits. Par exemple, pour approcher pi, Archimède calculait le périmètre du polygone circonscrit au cercle et celui du polygone inscrit. Il obtenait ainsi un encadrement de pi, et avait par cette méthode trouvé l'approximation de 22/7.
Au cours de la première moitié du XVIIe, un certain nombre de savants occidentaux tels Fermat, Pascal, Gregory, Barrow, Cavalieri, très familiers des raisonnements d'Archimède, avaient commencé à simplifier ses méthodes.
Vers les années 1670, les illustres savants anglais et allemand que sont Newton et Leibniz, explicitent enfin les méthodes de calcul permettant l'utilisation des infiniment petits. Cette découverte est l'une des plus importantes jamais faites en mathématiques. Elle provoqua d'ailleurs, entre les deux génies conscients chacun de l'importance de sa trouvaille, une querelle de priorité assez amère... (compte tenu des nettes différences d'approche de la question, il est aujourd'hui tenu pour hautement vraisemblable que les deux savants sont arrivés à la même découverte indépendamment. Au niveau strict du calendrier, la priorité de la découverte revient, au dire de ses collègues anglais, à Newton. Celle de la publication revient à Leibniz).
Ces méthodes permettent de ramener le calcul de certaines caractéristiques géométriques des figures courbes telles qu'angles entre les tangentes, surfaces, et volumes, à des calculs sur ce qu'on appelle les dérivées et intégrales (voir les articles Calcul infinitésimal, Dérivée et Intégration (mathématiques)).
Elles ramènent l'usage de la règle et du compas à celui d'instruments fort grossiers ne permettant de traiter que des figures bien particulières.

### Premiers pas de la géométrie projective

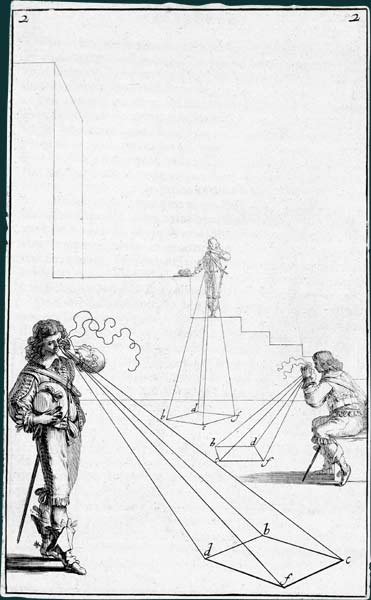
Girard Desargues illustré par A. Bosse.

Une autre contribution originale du XVIIe siècle, due surtout à Desargues, et à un titre moindre à Pascal, se trouve inspirée par le développement des travaux de géométrie relatifs à l'étude de la perspective conique. La principale innovation consiste en l'introduction de points à l'infini dans des raisonnements de géométrie autres que ceux effectués pour la justification des constructions de vue en perspective.
Parmi les propriétés mises à jour dans ce cadre, on citera le théorème de Desargues et le théorème de Pascal dont la postérité a été rehaussée par D. Hilbert.
Cette contribution passera plutôt inaperçue et son importance ne se révèlera qu'au XIXe siècle.

## LeXVIIIesiècle

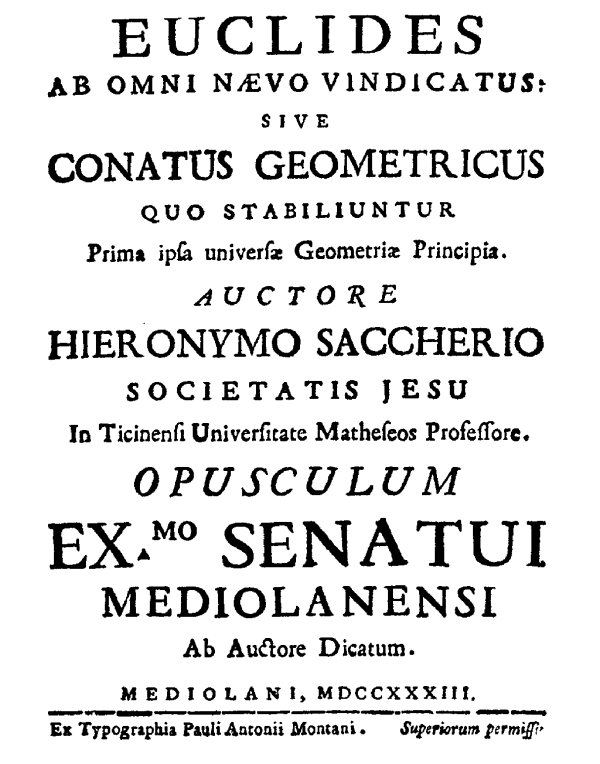
G. Saccheri - Pseudo-démonstration du Ve axiome exhumée de l'oubli de l'histoire par son compatriote Beltrami, l'un des fondateurs de la géométrie différentielle moderne.

Le XVIIIe siècle n'est pas comparable au siècle précédent pour ce qui concerne la géométrie. C'est une période de transition et d'approfondissement.
Les deux plus grands mathématiciens du siècle, Euler et Lagrange sont de remarquables géomètres, et contribuent également au développement de la géométrie d'Euclide (voir par exemple angles d'Euler, droite d'Euler, cercle d'Euler...).
Cependant, les développements majeurs de la géométrie au XVIIIe siècle sont liés à ceux de la mécanique et sont relatifs à la géométrie différentielle. Ils constituent des raffinements des idées de Leibnitz et Newton. Clairaut (Recherches sur les courbes à double courbure - 1732) étudie les équations des courbes de l'espace qu'on appelle maintenant courbes gauches. En 1760, Euler publie ses Recherches sur la courbure des surfaces, œuvre dans laquelle il montre l'existence des deux courbures principales et démontre ce qu'on appelle maintenant le théorème d'Euler. Des savants respectables comme Meusnier ou Dupin contribuent également par quelques apports intéressants aux travaux fondamentaux d'Euler sur la géométrie des surfaces. Les notions importantes de longueur d'un arc d'une courbe, de  cercle osculateur sont découvertes. Les expressions différentielles de la courbure et de la torsion d'une courbe gauche seront données par Cauchy au début du XIXe siècle.
Par ailleurs, Legendre publie en 1794 des Éléments de géométrie qui constituent un des derniers grands traités de géométrie euclidienne. Malheureusement pour lui, ce savant croit à la démontrabilité du cinquième axiome d'Euclide, et en donne plusieurs démonstrations toutes fausses, bien évidemment, quoique d'une intelligence remarquable... Les fondements de la géométrie, et notamment le 5e axiome d'Euclide, continuent à inspirer certains mathématiciens, comme Lambert ou Saccheri.
Vers la fin du siècle, Monge crée une branche spécifique de la géométrie appelée géométrie descriptive, qui vise à assister l'ingénieur dans les représentations des machines. Les règles élaborées par Monge seront très utilisées durant tout le XIXe siècle et une large partie du XXe. Elles constitueront le fondement théorique de la pratique du dessin industriel.
À l'issue des travaux des XVIIe et XVIIIe siècles, la géométrie euclidienne a atteint son plus grand développement, mais les fameux problèmes de géométrie hérités de l'Antiquité ne sont toujours pas résolus, même s'il est à peu près clair pour la plupart des savants qu'ils constituent des problèmes impossibles, au point qu'à partir de 1775, l'Académie des sciences décide de refuser d'examiner les propositions de quadrature du cercle qui lui sont adressées.
À la fin du XVIIIe, on distingue de plus en plus de deux géométries différentes : la géométrie d'Euclide qui raisonne sur des figures est appelée géométrie synthétique. La géométrie raisonnant à la manière de Descartes sur des nombres et des fonctions de nombres est appelée géométrie analytique. On ne doute guère, cependant de l'identité des matières, même si les méthodes sont différentes.

## LeXIXesiècle

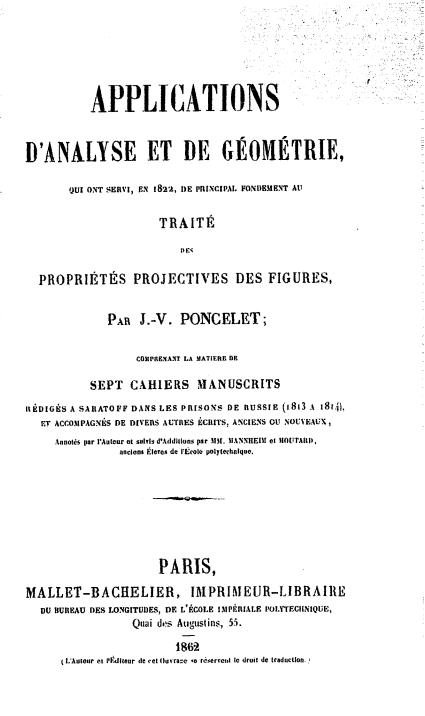

On a pu qualifier le XIXe siècle de « siècle d'or de la géométrie ». C'est en tous cas au cours de ce siècle que la pensée géométrique a évolué le plus profondément, en empruntant tout d'abord les trois voies découvertes au XVIIe, et en en ouvrant d'autres. Au terme de ce siècle les grands problèmes antiques du 5e axiome d'Euclide, de la duplication du cube, trisection de l'angle et quadrature du cercle sont enfin éclaircis.

### La géométrie projective
L'inventeur de la géométrie projective est Jean-Victor Poncelet. La démarche qu'il suit, et qui part des travaux de Monge, est de pure géométrie synthétique.
En remettant à jour la question des points à l'infini et en autorisant même la considération de points imaginaires, Poncelet et ses continuateurs (Chasles, Gergonne en France, Möbius, Plücker et von Staudt en Allemagne) modernisent la géométrie d'Euclide et mettent à jour des méthodes de démonstration fulgurantes pour des séries de problèmes liés aux alignements de points et autres considérations générales portant sur les figures, mais à l'exception des égalités de longueur (propriétés métriques). La notion de birapport est mise en avant ; les grandeurs géométriques (angles, longueurs, surfaces) deviennent des grandeurs orientées, etc.
Les méthodes de la géométrie projective font d'abord l'objet d'une certaine méfiance de la part des mathématiciens plus algébristes comme Cauchy, mais au fil des années, elles trouvent petit à petit droit de cité et finiront par s'imposer comme « l'une des manières de pratiquer la géométrie ».
Dans la seconde moitié du siècle, le Français Laguerre, et surtout l'Anglais Cayley resituent la position de la géométrie Euclidienne : elle n'est qu'un cas particulier de la géométrie projective (parfois appelée géométrie supérieure à cette époque).
La contribution de Cayley va même plus loin puisqu'elle prouve que, dans le plan, les géométries non euclidiennes elliptiques et hyperboliques sont des géométries projectives.

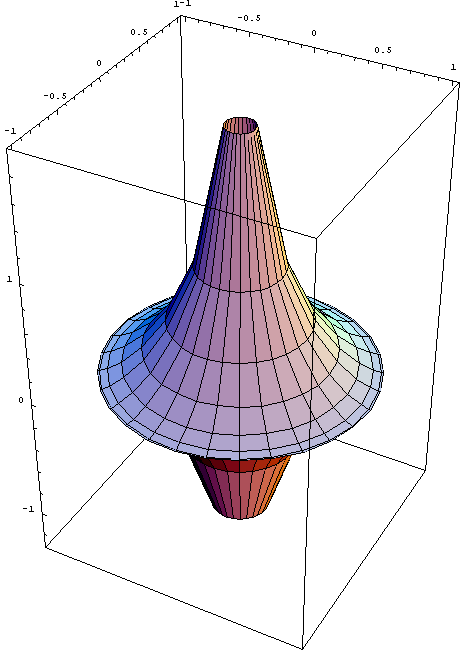
Pseudosphère - Surface exhibée par Beltrami comme modèle de géométrie hyperbolique à deux dimensions. (La pseudosphère est la surface obtenue en faisant tourner une tractrice autour de son asymptote.)

### Géométrie non euclidienne
L'idée de démontrer l'axiome d'Euclide par l'absurde, c'est-à-dire de le supposer faux pour arriver à découvrir une contradiction n'était pas neuve.
Il fallait en revanche être un Russe à demi-fou originaire du lointain gouvernement de Kazan, pour tenter le contraire et oser publier une découverte aussi incroyable que celle d'une méthode de raisonnement géométrique basée sur une hypothèse différente de celle d'Euclide : C'est ce que fit Lobatchevski dès le début des années 1820. La parution de son livre écrit en russe et diffusé par un éditeur confidentiel eut cependant peu d'écho international. Un traitement à peine plus chaleureux fut réservé à une publication du même genre par le Hongrois Bolyai, quelques années plus tard.
Gauss, qui connaissait ces résultats et dont certaines recherches allaient dans la même voie, n'osa jamais publier dans ce sens « par crainte des cris des Béotiens », comme il l'écrivit lui-même. En revanche, la situation changea très vite à la mort du savant allemand à l'examen des papiers qu'il n'avait pas voulu publier de son vivant. L'idée d'une géométrie non-euclidienne était née, et la dernière des grandes interrogations de la géométrie antique était enfin éclaircie : Le postulat d'Euclide était peut être vrai ou faux ; il revenait toutefois à une science expérimentale d'en décider, car il n'était pas démontrable par les seules mathématiques.
Riemann, ancien élève de Gauss, invente peu après un autre type de géométrie non euclidienne liée cette fois à la géométrie différentielle (voir plus bas).
Dans la seconde moitié du XIXe siècle, le sujet devient à la mode, et un certain nombre de travaux célèbres (Beltrami, Christoffel...) voient le jour. On s'aperçoit que l'on peut essentiellement définir, dans le plan, deux types de géométries non euclidiennes : la géométrie hyperbolique et la géométrie elliptique. La somme des angles d'un triangle est inférieure à deux angles droits en géométrie hyperbolique ; elle est supérieure en géométrie elliptique.

### La géométrie différentielle

Construction par Gauss de l'heptadécagone (17 côtés) à la règle et au compas.

La géométrie analytique continue de se développer. Les découvertes fondamentales du début du siècle sur la résolution des équations polynomiales (Galois- Abel), et ceux de Gauss portant sur la constructibilité de certains polygones à la règle et au compas éclaircissent considérablement la question et permettent à Pierre-Laurent Wantzel d'énoncer en 1837 un théorème portant sur la non-constructibilité à la règle et au compas (théorème de Wantzel). L'impossibilité de la duplication du cube et celle de la trisection de l'angle en résultent.
Ce sont également des considérations algébriques qui permettront à Lindemann de démontrer la transcendance du nombre pi, confirmant ainsi rigoureusement l'impossibilité de quarrer le cercle.
La géométrie différentielle va connaître au XIXe siècle un développement extraordinaire notamment sous l'impulsion des deux mathématiciens Gauss et Riemann. La possibilité découverte et développée par Gauss, d'écrire les équations des surfaces sous forme de systèmes de deux équations à deux inconnues et non pas sous forme d'une seule équation à deux inconnues introduit l'idée de carte d'une surface. Elle permettra de développer une géométrie intrinsèque aux surfaces, et les notions de formes fondamentales et de courbure de Gauss. La valeur de la courbure de Gauss ne dépend pas des fonctions utilisées pour paramétrer la surface : c'est le célèbre theorema egregium, c'est-à-dire théorème remarquable qui va inspirer Riemann et le conduire à introduire le concept de variété différentielle, en élargissant le concept de surface à des espaces mathématiques abstraits, les variétés, qui diffèrent des surfaces par leur dimension.
On notera que c'est la géométrie différentielle qui permettra à Einstein de développer sa théorie de la relativité générale.

### Le programme d'Erlangen
Vers les années 1870, non seulement l'idée de vérité absolue pour le 5e axiome était-elle tombée, mais on disposait de plusieurs notions nouvelles (géométrie des variétés différentielles - géométrie non euclidienne - géométrie projective). Cette soudaine abondance de « vérités » n'allait pas sans créer un certain malaise.
Le programme d'Erlangen, publié en 1872 sous le titre Considérations comparatives sur les recherches géométriques modernes, est l'œuvre de Felix Klein (Elementarmathematik vom höheren Standpunkt).
C'est un important travail de synthèse qui valide les géométries non euclidiennes et donne à la géométrie projective un rôle central.
Ce travail constitue une extension de l'approche de Riemann, et met en avant la notion de groupe continu, qui sera développée notamment par Sophus Lie. Selon la conception de Klein, la géométrie est l'étude des espaces de points sur lesquels opèrent des groupes de transformations et des quantités et des propriétés qui sont invariantes pour ces groupes.

### Naissance de l'algèbre linéaire
Dès la première moitié du siècle Hamilton invente les quaternions qui permettent pour la première fois d'algébriser l'espace. La notion d'espace vectoriel émerge petit à petit, notamment à partir des travaux de Grassmann. Cayley invente les matrices. Toutes ces notions sont au départ de pure géométrie.
La création de l'algèbre linéaire constituera l'un des développements majeurs des mathématiques de la fin XIXe et du début du XXe siècle. Mais, lorsqu'on considère les chemins empruntés par cette théorie au cours de son développement, il faut cesser à un moment ou à un autre de parler de géométrie. À partir de quand ?

## LeXXesiècle
Au XXe siècle, la division traditionnelle des mathématiques en arithmétique, algèbre, analyse, et géométrie a explosé, en sorte que la définition même de ce qui pourrait être appelé « travaux de géométrie » est pour partie sujette à débats.
Il convient aujourd'hui, lorsqu'on utilise le mot « géométrie », de distinguer selon qu'on autorise ou non son utilisation au pluriel.
La géométrie, dans le sens que ce mot présente encore dans le langage commun, est appelée géométrie euclidienne dès qu'on veut utiliser un langage mathématique un tant soit peu soutenu. On considère cette partie des mathématiques comme essentiellement achevée pour ce qui est de sa théorie générale. Dans ce sens, les questions de géométrie relèvent éventuellement des mathématiques appliquées et n'ont d'ailleurs pas fait l'objet d'études profondes au XXe siècle. Il faut cependant en excepter les questions relevant des fondements de l'axiomatique de la géométrie Euclidienne.
D'autre part, suivant les conclusions du programme de Klein, le mot « géométrie » est par ailleurs couramment utilisé au pluriel dans les mathématiques actuelles. Dans ce sens, il ne recouvre pas véritablement une discipline spécifique mais imprègne par contre une très grande partie de l'ensemble des théories mathématiques modernes.

### L'axiomatique de la géométrie
Après la découverte du caractère particulier de la géométrie d'Euclide, la reformulation des axiomes de la géométrie a fait l'objet de toute une série de travaux remarquables. On citera en particulier l'ouvrage de  D. Hilbert sur les fondements de la géométrie.
Après Hilbert, la question des axiomes à retenir pour fonder la géométrie a été reprise notamment par Birkhoff avec en filigrane la théorie ergodique, et Tarski (espaces de Banach de dimension finie).
La multitude des méthodes d'axiomatisation de la géométrie d'Euclide, et l'incertitude quant à leur identité complète (paradoxe de Banach-Tarski par exemple) est l'un des mystères les plus fascinants des mathématiques actuelles.